# Wer weiß denn sowas?
Wer weiß denn sowas? (kurz WWDS) ist eine Quizsendung, die seit Juli 2015 im Ersten ausgestrahlt wird. Moderator der Sendung ist Kai Pflaume. Ziel der gegeneinander antretenden zwei Teams ist es, nach Ablauf der beiden Runden eine höhere Geldsumme als das gegnerische Team zu erspielen.
Die Titelmelodie der Sendung ist das Intro des 2014 erschienen Songs My Type der Indie-Rock-Band Saint Motel.

## Geschichte
Wer weiß denn sowas? wurde erstmals im Juli 2015 montags bis freitags ab 18 Uhr im Ersten gesendet. Die Quizshow kam auf den Sendeplatz von Gefragt – Gejagt, der nach dem 24. August 2015 wieder von Quizduell übernommen wurde. Mittlerweile wechselt sich die Sendung staffelweise mit der Quizsendung Gefragt – Gejagt ab.
Das Format basiert auf einer Idee von Moderator Kai Pflaume selbst, die durch das Produktionsunternehmen UFA Show & Factual weiter ausgebaut wurde. Unter dem Titel „Who knew?“ wird das Format international vertrieben und läuft unter anderem auf dem slowakischen Fernsehsender TV Markíza und TV JOJ unter dem Namen Dobre vedieť!. Weitere Adaptionen wurden nach Bulgarien (Кой да знае?), Tschechien (Kdo to ví?), Frankreich (Qu’est-ce que je sais vraiment ?), Litauen, Kasachstan (Qyzyq eken (Қызық екен)), Slowenien, Polen (Wiesz czy nie wiesz?), Belgien (Je le savais !) und in die Ukraine (Хто знає?) lizenziert.
| Staffel | Anzahl der Folgen | Datum               | Datum              | Moderation  | Teamkapitän 1    | Teamkapitän 2 | Quelle |
| Staffel | Anzahl der Folgen | von                 | bis                | Moderation  | Teamkapitän 1    | Teamkapitän 2 | Quelle |
| ------- | ----------------- | ------------------- | ------------------ | ----------- | ---------------- | ------------- | ------ |
| 1       | 31                | 6. Juli 2015        | 20. August 2015    | Kai Pflaume | Bernhard Hoëcker | Elton         | [ 5 ]  |
| 2       | 120               | 29. März 2016       | 30. September 2016 | Kai Pflaume | Bernhard Hoëcker | Elton         | [ 6 ]  |
| 3       | 165               | 3. Juli 2017        | 23. Februar 2018   | Kai Pflaume | Bernhard Hoëcker | Elton         | [ 7 ]  |
| 4       | 142               | 1. Oktober 2018     | 3. Mai 2019        | Kai Pflaume | Bernhard Hoëcker | Elton         | [ 8 ]  |
| 5       | 129               | 30. September 2019  | 09. April 2020 1   | Kai Pflaume | Bernhard Hoëcker | Elton         | [ 9 ]  |
| 6       | 142               | 9. November 2020    | 011. Juni 2021 2   | Kai Pflaume | Bernhard Hoëcker | Elton         | [ 10 ] |
| 7       | 169               | 4. Oktober 2021     | 17. Juni 2022      | Kai Pflaume | Bernhard Hoëcker | Elton         | [ 11 ] |
| 8       | 159               | 024. Oktober 2022 3 | 2. Juni 2023       | Kai Pflaume | Bernhard Hoëcker | Elton         | [ 12 ] |
| 9       | 130               | 23. Oktober 2023    | 10. Mai 2024       | Kai Pflaume | Bernhard Hoëcker | Elton         | [ 13 ] |
| 10      | 130               | 7. Oktober 2024     | 22. April 2025     | Kai Pflaume | Bernhard Hoëcker | Elton         | [ 14 ] |

Moderator und Teamkapitäne
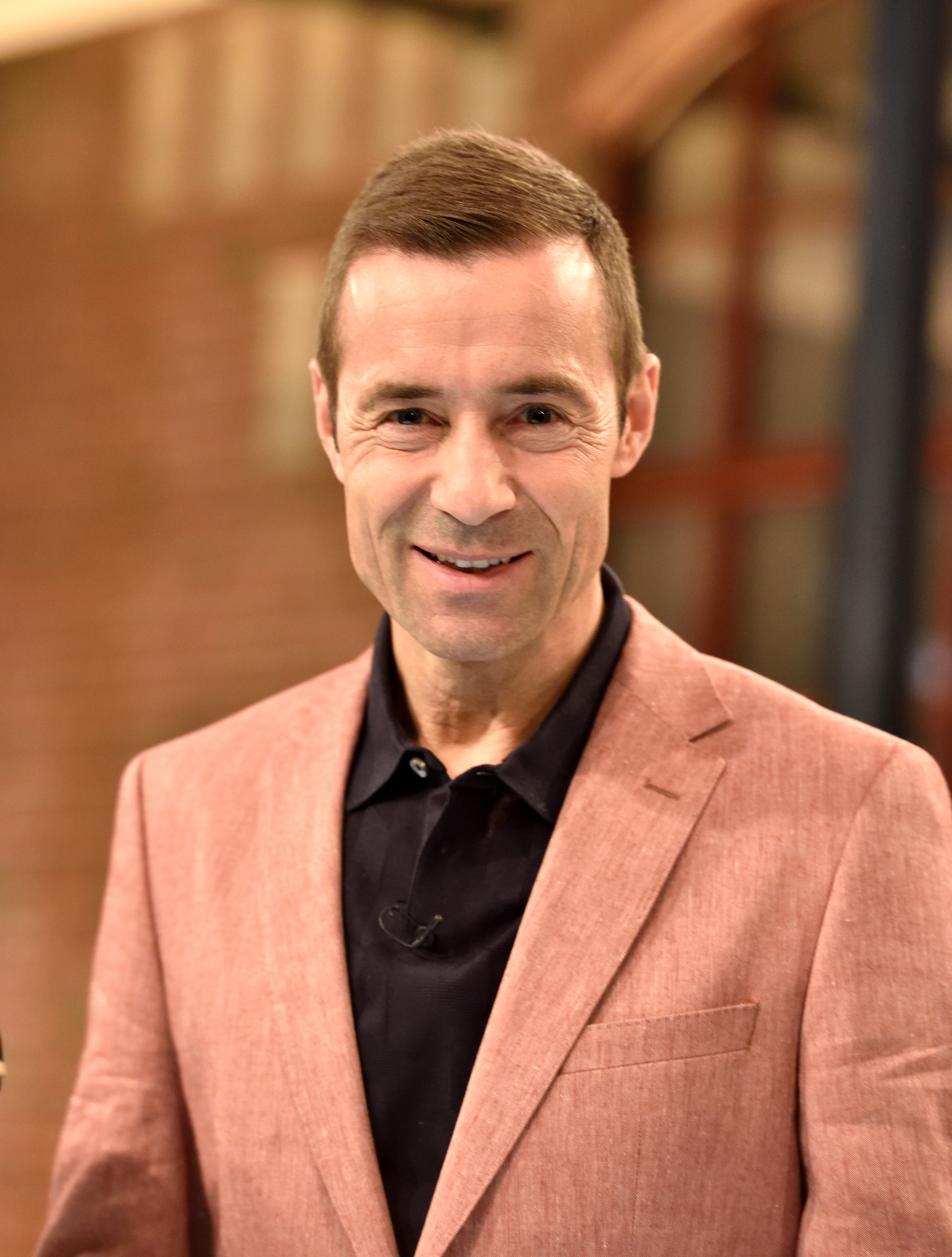
Moderator Kai Pflaume
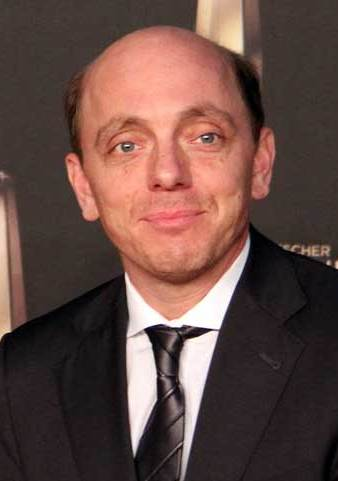
Teamkapitän Bernhard Hoëcker
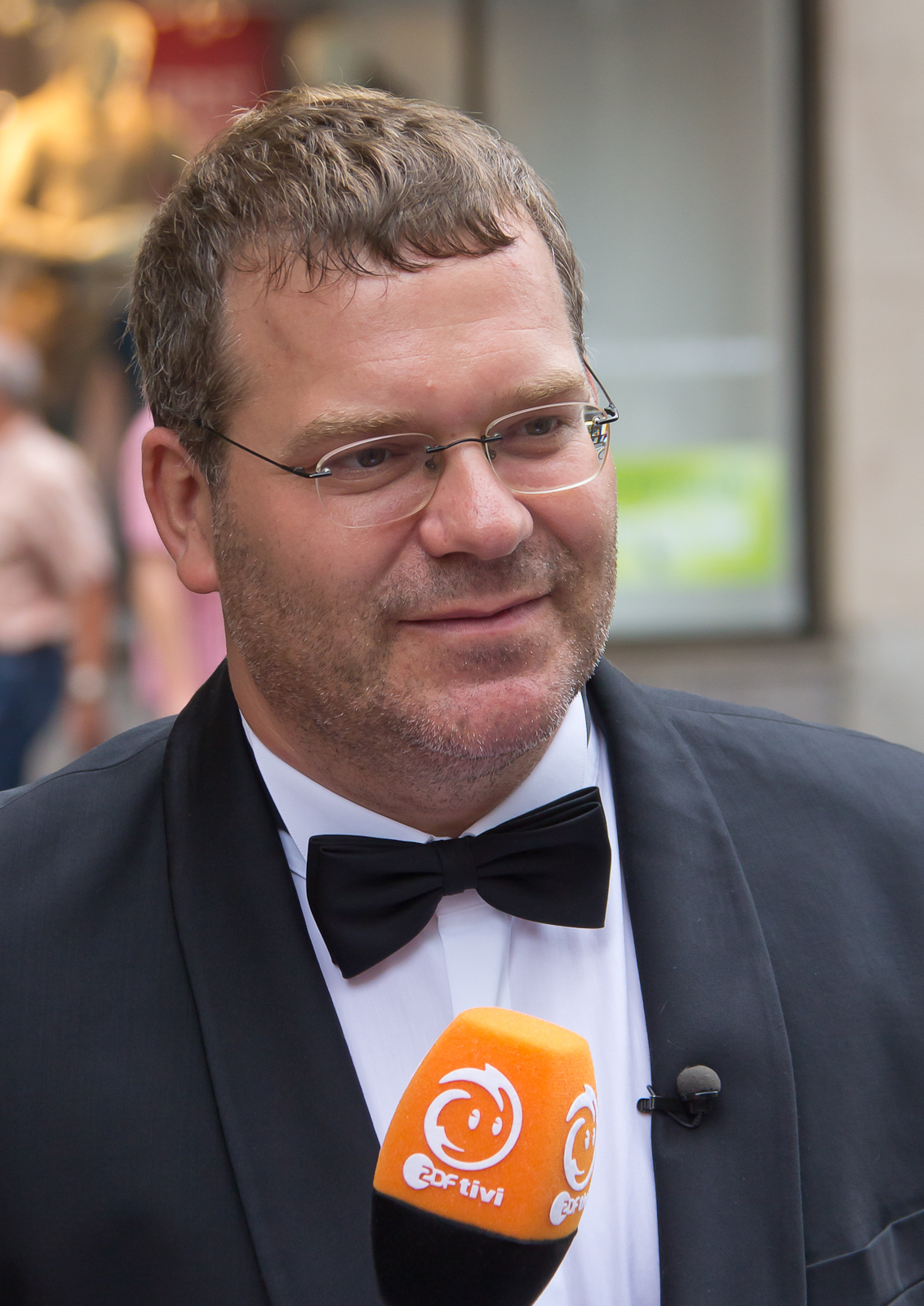
Teamkapitän (bis Staffel 10) Elton

## Spielablauf
In der Sendung treten zwei Teams, bestehend aus je einem prominenten Gast und einem der beiden Teamkapitäne, gegeneinander an, um nach Ablauf der Finalrunde eine höhere Geldsumme zu erspielen als das gegnerische Team.

### Vor dem Spiel
Bevor das eigentliche Spiel beginnt, werden die zwei Gäste der Teams vom Moderator vorgestellt und haben Gelegenheit, etwas über sich zu erzählen. Die Zuschauer, die im Studio sitzen, können entscheiden, welchem Team sie sich anschließen: Nur wenn dieses Team am Ende der Finalrunde gewinnt, wird das gewonnene Geld durch die Anzahl der Zuschauer geteilt, die sich für dieses Team entschieden haben, und an diese ausgezahlt.
Zu Beginn fast jeder Sendung präsentiert der Moderator den Anwesenden einen interessanten Fakt und stellt am häufigsten die Frage: „Wussten Sie eigentlich, dass …?“.
Das Zweierteam mit mehr Zuschauern hinter sich darf anfangen und sich die Kategorie der ersten Frage aussuchen. Danach geht es im Wechsel weiter. Bei gleicher Zuschaueranzahl wird eine Münze geworfen, um über den Beginn zu entscheiden.

### Hauptrunde
Es gibt insgesamt zwölf Kategorien. Die jeweiligen Fragen haben drei Antwortmöglichkeiten und ergeben bei richtiger Beantwortung 500 Euro. Jedes Team kann also in der Hauptrunde maximal 3000 Euro erspielen, wenn es alle sechs Fragen richtig beantwortet. Während der Hauptrunde hat jedes Team außerdem einmal die Möglichkeit, seinen Teil des Publikums zu fragen. Dann stehen die Zuschauer auf, die die Antwort zu wissen glauben. Die Antwort des ausgewählten Zuschauers ist dann bindend für das Rateteam. Steht niemand aus dem Publikum auf, muss das Team sofort eine Antwort geben. Gelöst werden die Fragen anschließend durch kurze Einspielfilme, gesprochen von Mark Bremer, oder in den XXL-Ausgaben durch eine Präsentation (z. B. chemisches Experiment) im Studio. Es gibt einige häufig wiederkehrende Kategorien. In jeder Ausgabe gibt es auch „Das Fragezeichen“, eine Frage aus einer unbekannten Kategorie.

### Finale: Die Masterfrage
Nachdem alle zwölf Fragen beantwortet sind, muss die Masterfrage gelöst werden. Zunächst wird die Kategorie der Frage vorgegeben, woraufhin die Teams entscheiden, wie viel ihres bisher erspielten Geldes sie einsetzen möchten. Hat ein Team in der Hauptrunde kein Geld erspielt, erhält es vom Moderator einen „Mitleids-Euro“ zum Setzen. Dann muss aber das andere Team sein gesamtes erspieltes Geld einsetzen, um die Spannung zu erhalten – das „Mitleids-Team“ kann somit immer noch gewinnen, was in der 478. Ausgabe zum ersten Mal geschah. Wird die Masterfrage richtig beantwortet, wird der gesetzte Betrag addiert, bei falscher Antwort wird der Betrag subtrahiert. Zum Beantworten der Masterfrage haben die Kandidaten 20 Sekunden Zeit. Begleitet wird die Beantwortung der Masterfrage von einem Musikstück von Jean Thomé, das in der Sendung Was bin ich? als Titelmelodie bekannt wurde. Bei Gleichstand entscheidet eine Schätzfrage. Einmalig in der 537. Ausgabe gab es auch nach der Schätzfrage einen Gleichstand, und es gewannen beide Teams.
Am Ende erhalten die Zuschauer hinter dem Gewinner-Team das erspielte Geld. Dazu wird der Gewinnbetrag durch die Anzahl der Zuschauer geteilt. Falls beide Teams die Masterfrage falsch beantworten und jeweils alles gesetzt haben, geht das Publikum leer aus.

### XXL-Ausgaben
In den meist samstags zur Hauptsendezeit ausgestrahlten XXL-Ausgaben werden drei normale Hauptrunden mit jeweils zwei prominenten Gästen und abschließender Masterfrage gespielt. Falls nach einer Masterfrage beide Teams den gleichen Betrag auf dem Konto haben, entscheidet auch hier eine Schätzfrage über den Sieg. Mit den drei Gewinnern der Runden wird anschließend eine Schnellraterunde auf dem sogenannten „heißen Stuhl“ veranstaltet. Dabei müssen die Gäste in einer Minute möglichst viele Fragen beantworten. Die Zeit startet, nachdem die erste Frage zu Ende gestellt wurde. Die beiden Kandidaten, die hierbei die meisten richtigen Antworten geben, spielen noch eine Endrunde mit den beiden Teamkapitänen. Sieger ist das Team, das zuerst drei Fragen richtig beantwortet. Die Fragen für die Schnellraterunde und die Endrunde werden von einem Notar an den Moderator übergeben, der auch den ordnungsgemäßen Ablauf überwacht. Der prominente Gast des Siegerteams darf bestimmen, für welche guten Zwecke 50.000 Euro gespendet werden. Für knifflige Fragen und überraschende Antworten sorgt seit 2016 Diplom-Physiker Marcus Weber von den Physikanten & Co. mit seinen Experimenten im Studio.
Übersicht der Kandidaten mit mehr als zehn richtigen Antworten auf dem „heißen Stuhl“:
| Name            | richtige Antworten | XXL-Ausgabe |
| --------------- | ------------------ | ----------- |
| Heino Ferch     | 13                 | 29          |
| Udo Wachtveitl  | 12                 | 15          |
| Carolin Kebekus | 12                 | 29          |
| Atze Schröder   | 11                 | 8, 27       |

### Quizmarathon
Zwischen dem 24. Oktober 2022 um 18:00 Uhr und dem 25. Oktober um 18:50 Uhr wurde ein „Quizmarathon“ in Form einer 25-Stunden-Liveshow in der ARD Mediathek ausgestrahlt. Um 18:00 Uhr, 18:50 Uhr, 23:55 Uhr, 11:15 Uhr und zum Finale ab 17:15 Uhr wurde auch im Ersten zur Live-Sendung zugeschaltet. Laut der ARD wurde der Live-Stream über 1,5 Millionen Mal aufgerufen. Um 01:00 Uhr waren noch 400.000 Zuschauer online, während das Finale im Ersten von 3,045 Millionen Zuschauern verfolgt wurde. Zusätzlich zur Gewinnausschüttung an das über die volle Sendezeit anwesende Studiopublikum (von anfangs 120 Gästen blieben 111 bis zum Ende dabei) wurden die in den Spielrunden erzielten Gewinne verdoppelt und an vier karitative Ziele gespendet, insgesamt rund 62.000 Euro. In den Nachtstunden traten überwiegend Webvideoproduzenten und Influencer als Kandidaten an.

## Statistik
In den 316 Sendungen bis zum Ende der dritten Staffel (ohne die XXL-Ausgaben) erreichte das Team Hoëcker insgesamt 164 Siege (51,90 %), das Team Elton 132 Siege (41,77 %). In 18 Sendungen gab es keinen Gewinner (5,70 %). In der 129. und der 204. Sendung spielten Hoëcker und Elton zusammen und gewannen gegen die Herausforderer (0,63 %).
Die höchste jemals erspielte Gewinnsumme pro Kopf für die Zuschauer konnte mit einer Höhe von 208,29 Euro in der 641. Ausgabe vom 29. Januar 2021 das Team Elton (mit Jasna Fritzi Bauer) erreichen.
Bis zum Ende der dritten Staffel wurde in den regulären Sendungen eine Gesamtgewinnsumme in Höhe von 950.616,80 Euro erspielt.
Die häufigsten Besucher (inklusive der XXL-Sendungen und dem Quizmarathon) waren bis zum 10. Mai 2024:
| Gast                   | Anzahl der Sendungen | Zeitraum                        | Anzahl der Siege                |
| ---------------------- | -------------------- | ------------------------------- | ------------------------------- |
| Christoph Maria Herbst | 21                   | 2015–2019, 2021–2024            | 11 (davon 1× bei XXL-Endrunden) |
| Paul Panzer            | 19                   | 2015–2019, 2021–2024            | 9                               |
| Jürgen Vogel           | 18                   | 2015–2024                       | 11 (davon 1× bei XXL-Endrunden) |
| Judith Rakers          | 14                   | 2015–2017, 2019–2023            | 11                              |
| Atze Schröder          | 13                   | 2017–2022, 2024                 | 15 (davon 4× bei XXL-Endrunden) |
| Cordula Stratmann      | 12                   | 2016–2021, 2023                 | 5                               |
| Henning Baum           | 11                   | 2016–2024                       | 7                               |
| Moritz Bleibtreu       | 11                   | 2017–2018, 2020–2023            | 4                               |
| Matze Knop             | 11                   | 2015–2023                       | 4                               |
| Mike Krüger            | 11                   | 2017–2018, 2020, 2022–2023      | 5                               |
| Jürgen von der Lippe   | 11                   | 2016, 2020–2024                 | 3                               |
| Dietmar Bär            | 10                   | 2015–2019, 2021, 2023           | 7                               |
| Horst Lichter          | 10                   | 2016–2018, 2020, 2022–2023      | 5                               |
| Axel Prahl             | 10                   | 2015–2016, 2018–2019, 2021–2024 | 2                               |

## Mitspielen

### ARD Quiz App
Seit Juli 2017 gibt es eine Mobile App namens ARD Quiz, über die man während der Sendung mitraten und gewinnen kann. Zusätzlich ist es möglich, sich mit dem TV-Team virtuell außerhalb der Sendezeit zu duellieren, dabei werden Fragen aus bereits ausgestrahlten Episoden gespielt. Auch kann man gegen andere App-Spieler antreten. Seit September 2017 gibt es außerdem ein Ranking aller App-Mitspieler.

### Virtuelles Publikum während der COVID-19-Pandemie
Während der 6. Staffel war aufgrund der Maßnahmen zur COVID-19-Pandemie zunächst ein reduziertes Publikum aus 48 Zuschauern im Studio anwesend. Weitere 52 Zuschauer, die sich über die ARD-Quiz-App qualifiziert haben, waren als virtuelles Publikum dabei. Ab der 22. Folge der 6. Staffel musste die Sendung aufgrund der verschärften Corona-Lage ohne Studiopublikum produziert werden. Für die Nutzer der ARD-Quiz-App gab es die Möglichkeit, sich einen Platz im virtuellen Publikum während der Aufzeichnung zu sichern. Der Publikumsjoker in den betroffenen Episoden (mit Ausnahme der 726., 727. und 752. Ausgabe sowie 26. XXL-Ausgabe) wurde durch einen Videojoker ersetzt.

## Produktion
Die Sendung wird von der Degeto Film produziert, die für das Vorabendprogramm im Ersten zuständig ist. Die Aufzeichnungen finden unter Leitung des Norddeutschen Rundfunks im Studiokomplex der Studio Hamburg GmbH in Hamburg-Tonndorf statt. Üblicherweise werden drei Ausgaben an einem Tag aufgezeichnet.
Die kurzen Einspielfilme, mit denen die richtigen Lösungen zu den Quizfragen präsentiert werden, entstehen in der Redaktion in Köln. Vor allem bei Fragen zu Haushaltstipps und Experimenten werden alle in den Antwortvorschlägen genannten Möglichkeiten getestet, um auszuschließen, dass mehrere Lösungen funktionieren.

## Einschaltquoten

### Allgemeines
Den Start der Sendung verfolgten bereits 1,33 Millionen Zuschauer. Im Durchschnitt lief Wer weiß denn sowas? bis dato relativ erfolgreich und erreichte den Senderschnitt. Gerade die jüngeren Zuschauer sahen die Quizshow, womit sie bei diesem Publikum erfolgreicher lief als Gefragt – Gejagt. Der Marktanteil beim Gesamtpublikum war bei Gefragt – Gejagt jedoch höher.
Die erste Sendung des Jahres 2016, die am 29. März ausgestrahlt wurde, erreichte mit 2,16 Millionen Zuschauern einen Marktanteil von 11,6 Prozent.
Die am 19. Mai 2016 ausgestrahlte Folge, bei der Florian Martens und Stefanie Stappenbeck zu Gast waren, hatte die beste Quote auf dem Sendeplatz des Ersten um 18 Uhr seit über acht Jahren. Insgesamt schauten 2,49 Millionen Menschen zu, was einen Marktanteil von 16,5 Prozent bedeutete.
Im Verlauf der dritten Staffel wurde die Einschaltquote immer wieder gesteigert. Die am 4. Dezember 2017 ausgestrahlte Folge mit den Gästen Tim Mälzer und Steffen Henssler hatte die bis dahin höchste Einschaltquote aller Staffeln. Mit 3,79 Millionen Zuschauern wurde ein Marktanteil von 18,1 Prozent beim Gesamtpublikum erreicht. Zu Beginn des Jahres 2018 hatte die Sendung erstmals über vier Millionen Zuschauer und erreichte am 15. Februar 2018 den bisherigen Quotenrekord mit 4,64 Millionen Zuschauern und einem Marktanteil von 20,2 Prozent.
Nach Angaben des Produzenten sind die typischen Zuschauer weiblich und zwischen 40 und 70 Jahre alt. Wegen der kleinteiligen Struktur mit den kurzen Einspielfilmen erreiche die Sendung aber auch viele junge Zuschauer.

### XXL-Ausgaben
| Nr. der Ausgabe | Datum              | Zuschauer      | Marktanteil |
| --------------- | ------------------ | -------------- | ----------- |
| 01              | 25. Juli 2015      | 5,12 Millionen | 19,2 %      |
| 02              | 02. April 2016     | 4,80 Millionen | 17,1 %      |
| 03              | 16. Juli 2016      | 4,92 Millionen | 20,9 %      |
| 04              | 27. August 2016    | 5,16 Millionen | 23,5 %      |
| 05 a            | 23. Dezember 2016  | 2,20 Millionen | 11,7 %      |
| 06              | 11. Februar 2017   | 5,50 Millionen | 18,1 %      |
| 07              | 01. Juli 2017      | 5,30 Millionen | 21,6 %      |
| 08              | 19. August 2017    | 5,44 Millionen | 21,8 %      |
| 09              | 30. Dezember 2017  | 6,67 Millionen | 21,7 %      |
| 10              | 06. Januar 2018    | 5,66 Millionen | 18,5 %      |
| 11              | 24. Februar 2018   | 6,66 Millionen | 22,0 %      |
| 12              | 21. Juli 2018      | 4,63 Millionen | 20,4 %      |
| 13              | 29. September 2018 | 5,12 Millionen | 19,2 %      |
| 14              | 24. November 2018  | 4,85 Millionen | 17,5 %      |
| 15              | 29. Dezember 2018  | 5,45 Millionen | 18,8 %      |
| 16              | 09. März 2019      | 5,38 Millionen | 19,4 %      |
| 17              | 20. April 2019     | 4,82 Millionen | 19,8 %      |
| 18              | 27. Juli 2019      | 4,09 Millionen | 18,8 %      |
| 19              | 28. September 2019 | 5,08 Millionen | 19,7 %      |
| 20              | 23. November 2019  | 5,56 Millionen | 20,5 %      |
| 21              | 28. Dezember 2019  | 5,75 Millionen | 20,3 %      |
| 22              | 08. Februar 2020   | 5,66 Millionen | 20,5 %      |
| 23              | 29. Dezember 2020  | 5,54 Millionen | 18,2 %      |
| 24              | 9. Januar 2021     | 5,93 Millionen | 18,6 %      |
| 25              | 13. Februar 2021   | 6,45 Millionen | 21,1 %      |
| 26              | 2. Oktober 2021    | 4,61 Millionen | 18,8 %      |
| 27              | 29. Dezember 2021  | 5,30 Millionen | 19,8 %      |
| 28              | 22. Januar 2022    | 5,43 Millionen | 19,4 %      |
| 29              | 16. April 2022     | 4,07 Millionen | 17,5 %      |
| 30 b            | 29. Oktober 2022   | 4,73 Millionen | 19,7 %      |
| 31              | 27. Dezember 2022  | 4,94 Millionen | 19,6 %      |
| 32 b            | 28. Januar 2023    | 4,81 Millionen | 19,3 %      |
| 33              | 18. Februar 2023   | 5,80 Millionen | 23,1 %      |
| 34              | 28. Oktober 2023   | 4,76 Millionen | 20,0 %      |
| 35              | 27. Dezember 2023  | 4,86 Millionen | 20,2 %      |
| 36              | 17. Februar 2024   | 5,04 Millionen | 21,5 %      |
| 37              | 13. April 2024     | 4,05 Millionen | 18,9 %      |
| 38              | 5. Oktober 2024    | 4,34 Millionen | 20,1 %      |
| 39 c            | 30. Dezember 2024  | 4,90 Millionen | 20,9 %      |
| 40              | 8. Februar 2025    | 4,33 Millionen | 19,0 %      |
| 41 b            | 26. April 2025     | 4,78 Millionen | 22,6 %      |

### Quizmarathon
| Sendezeit im TV | Datum            | Zuschauer      | Marktanteil |
| --------------- | ---------------- | -------------- | ----------- |
| 18 Uhr          | 24. Oktober 2022 | 3,15 Millionen | 18,3 %      |
| 11 Uhr          | 25. Oktober 2022 | 0,82 Millionen | 15,6 %      |
| 17 Uhr          | 25. Oktober 2022 | 1,74 Millionen | 12,9 %      |
| 18 Uhr          | 25. Oktober 2022 | 3,04 Millionen | 17,6 %      |

## Wer weiß denn sowas? – Das Spiel
Am 18. Oktober 2018 erschien die erste Computerspielreihe basierend auf der gleichnamigen Spielshow Wer weiß denn sowas? des Senders Das Erste für die Plattformen Nintendo Switch, Windows und PlayStation 4. Am 15. Oktober 2019 erschien die zweite Computerspielreihe Wer weiß denn sowas? – Das 2. Spiel. Am 11. Mai 2020 erschien das Computerspiel auch für die Xbox One. Von der USK wurden beide Teile ohne Altersbeschränkung freigegeben.
Am 25. Januar 2019 erschienen das Brettspiel Wer weiß denn sowas? – Das Quizspiel für die ganze Familie im Spieleverlag Schmidt Spiele sowie seit Anfang 2020 erstmals als Tagesabreißkalender beim Heye Verlag.

## Nominierungen
- Das Format Wer weiß denn sowas? XXL wurde für den Deutschen Fernsehpreis 2017[85] und 2019[86] jeweils in der Kategorie Beste Unterhaltung Primetime nominiert. Preisträger wurde 2017 Die beste Show der Welt und 2019 Let’s Dance.